# Baccio Bandini
Baccio Bandini (Roma, 27 gennaio 1913 – Milano, 1989) è stato un regista, montatore e produttore cinematografico italiano.

## Biografia
Laureato in legge, iniziò a lavorare nel cinema italiano come aiuto regista e montatore con Marco Elter, Mario Baffico e Piero Ballerini dalla fine degli anni '30. Nel dopoguerra è direttore di produzione di numerosi e importanti film, diretti da Germi e Camerini, Franciolini, Pontecorvo e Sordi. Nel 1947 diresse un documentario e nel 1951 un film noir per la Lux Film, Amo un assassino. In seguito dirige le versioni italiane di alcuni film di produzione internazionale, collaborando con registi celebri come Nicholas Ray, Ken Annakin, Mike Nichols e Jules Dassin. È deceduto all'età di 75 anni.

## Filmografia

### Regista
- Come si gira un film (1947) documentario
- Amo un assassino (1951) anche sceneggiatura
- Ombre bianche (1960) regia versione italiana; anche adattamento
- La congiura dei dieci (1961) regia versione italiana

### Aiuto regista
- Il torrente di Marco Elter (1937) anche montaggio
- Orgoglio di Marco Elter (1938) anche montaggio
- Incanto di mezzanotte di Mario Baffico (1940)
- L'ultimo combattimento di Piero Ballerini (1941) anche montaggio
- Due lettere anonime di Mario Camerini (1945) solo montaggio
- Le italiane e l'amore di vari registi (1961) solo supervisione alla sceneggiatura
- Le schiave esistono ancora di Maleno Malenotti (1964) solo sceneggiatura

### Direttore di produzione
- Gioventù perduta di Pietro Germi (1948)
- Molti sogni per le strade di Mario Camerini (1948)
- La sposa non può attendere di Gianni Franciolini (1949)
- Moglie per una notte di Mario Camerini (1952)
- La grande strada azzurra di Gillo Pontecorvo (1957) supervisore alla produzione
- La legge di Jules Dassin (1959)
- Fumo di Londra di Alberto Sordi (1966)
- Quei temerari sulle loro pazze, scatenate, scalcinate carriole (Montecarlo or bust!) di Ken Annakin (1969) supervisore alla produzione
- Comma 22 (Catch-22) di Mike Nichols (1970) coordinatore alla produzione riprese a Roma